# Удербаев, Мурат Прмагамбетович
Мурат Прмагамбетович Удербаев (каз. Мұрат Прмағамбетұлы Үдербаев; 28 августа 1958, Кзыл-Орда, Казахская ССР) — казахстанский государственный деятель.

## Биография
Удербаев Мурат Прмагамбетович родился 28 августа 1958 года в Кызылорде. По национальности казах.

### Образование
В 1980 году окончил Московский автомобильно-дорожный институт по специальности инженер-строитель.

### Трудовая деятельность
После окончания Московского автомобильно-дорожного института работал на разных должностях в системе Минавтодора Казахской ССР.
В 1980-1991 годах - мастер, прораб, начальник ДСУ, управляющий трестом.
В 1991-1993 годах - директор МГП «Мунайши» при ПО «Южнефтегаз».
В 1993-2000 годах - начальник Управления автомобильных дорог ГАО «Южнефтегаз».
В 2000-2003 годах -директор отдела капитального строительства, крупных проектов и транспорта ОАО «PetroKazakhstan Kumkol Resources».
В 2003-2004 годах - президент ЗАО «Управление автомобильных дорог», г. Кызылорда.
14 мая 2004 года назначен акимом города Кызылорды. 23 мая 2005 года ушел в отставку по состоянию здоровья.
С 2005 года - директор ТОО «Управление автомобильных дорог».

## Награды
Награжден орденами: «Құрмет» (2007), «Барыс» I степени (22.10.2022).